# Louis Jent (Schriftsteller)
Louis Jent (* 26. Januar 1936 in Zürich; † 23. Mai 2014 in Eiken) war ein Schweizer Schriftsteller, Drehbuchautor, Regisseur und Filmproduzent.

## Leben
Mit 17 Jahren veröffentlichte Louis Jent seine erste Kurzgeschichte. Nach dem Abitur schrieb er für die Zürcher Woche und Der Sonntag Literatur- und Filmkritiken. 1963 las er bei dem Treffen der Gruppe 47 in Saulgau aus einem Romankapitel. 1965 erschien sein Roman Ausflüchte (Piper Verlag), 1966 der Erzählungsband Lächle noch einmal Cynthia mit den ersten deutschsprachigen Pop-Geschichten.
1967 hielt er über das Thema Pop und Literatur Vorlesungen, unter anderem am Bauhaus Dessau. Von 1967 bis 1968 arbeitete er als Drehbuchautor für die Bavaria. Ab 1968 führte er Regie in Fernsehfilmen nach seinen Drehbüchern. Von 1971 bis 1989 drehte er in der Louis Jent Productions auch Werbefilme. 1989 zog er nach Spanien und baute sich ein Haus. Ende der neunziger Jahre begann er wieder zu schreiben, Kurzgeschichten erschienen in Literaturzeitschriften und in NULL. Mehrfach abgedruckt wurde Alt und Älter (1. Preis in der Kategorie Erwachsene im Kurzgeschichtenwettbewerb «Alt und Jung» des Gesundheits- und Umweltdepartements der Stadt Zürich).

## Filme
- Wirb oder stirb (TV 1968), Regie: Reinhard Hauff, Drehbuch: Reinhard Hauff, Louis Jent Erstsendung: 28. April 1968 (BRD), Musik: Klaus Doldinger; Darsteller: Karin Kernke, Jochen Busse, Joachim Teege, Gisela Trowe u. a., Prix de la Presse Montreux
- Cinderella Rockefella (TV 1968), Drehbuch: Louis Jent, Kamera: Wolfgang-Peter Hassenstein, Prix de la Presse Montreux 1968
- Imitationen (1968 Condor Films, Schweizer Fernsehen), Drehbuch und Regie: Louis Jent, Prix de la Presse Montreux 1969
- Das sexte Programm[5] (TV 1971), Condor Films, Regie: Louis Jent, Drehbuch: Louis Jent, Erstsendung: 22. Juli 1971 (BRD); Darsteller: Walter Giller, Andrea Rau, Nadja Tiller, Walter Roderer
- Die Magd (Kinofilm 1975 Louis Jent Productions), Drehbuch, Produzent u. Regie: Louis Jent, Kamera: Wolfgang-Peter Hassenstein, Musik: Renato Anselmi; Darsteller: Sigfrit Steiner, Silvia Reize, Christof Wackernagel u. a., Qualitätsprämie des Schweizerischen Departements des Innern, Sirenusa d’Argento, Neapel
- Die Mutter (1977 Condor Films, Schweizer Fernsehen), Drehbuch und Regie: Louis Jent
- Werbefilme (1971–1989 Louis Jent Productions) mit zahlreichen Auszeichnungen

## Veröffentlichungen
- Ausflüchte. Piper, München 1965.
- Lächle noch einmal, Cynthia. Piper, München 1966.
- Carl Bucher.  E. Bloch, Zürich 1992, ISBN 3-9520287-0-3.
- Fritz Billeter, Peter Killer (Hrsg.): 1968 – Zürich steht Kopf: Rebellion, Verweigerung, Utopie. Scheidegger & Spiess, Zürich 2008, ISBN 978-3-85881-220-9 (Mitverfasser).
- Caroline Kesser, Louis Jent, Bice Curiger: Friedrich Kuhn (1926–1972) – Der Maler als Outlaw. Scheidegger & Spiess, Zürich 2008, ISBN 978-3-85881-245-2.
- Mein erlebtes Zürich. In: Signum, Blätter für Literatur und Kritik, Sommer 2012, S. 62 ff.[6]